# Henry King
Pour les articles homonymes, voir Henry King (homonymie) et King.
Henry King est un réalisateur américain, né le 24 janvier 1886 à Christiansburg (Virginie) et mort le 29 juin 1982 à Toluca Lake (Californie). 
Il est l'un des trente-six fondateurs de l'Academy of Motion Picture Arts and Sciences (AMPAS), qui décerne chaque année les Oscars.
Il a eu un frère qui a également été réalisateur, Louis King. 

## Biographie
Né dans une famille sudiste de confession méthodiste, fils d'avocat, Henry King se convertit, par la suite, au catholicisme. D'abord tenté par le théâtre, il devient acteur puis metteur en scène de cinéma à partir de 1915. Ses premières réalisations sont des westerns.
David l'endurant (Tol'able David) (1921), qu'il tourne en extérieurs dans sa Virginie natale, est son premier succès notable. Ce film illustre déjà une thématique chère à l'auteur : l'évocation des mœurs de l'Amérique rurale et traditionnelle. Cette année-là, il fonde, avec le financier Charles H. Duell et l'acteur Richard Barthelmess, une compagnie de production cinématographique, Inspiration Pictures. À partir de cette époque, King figure parmi les plus importants réalisateurs d'Hollywood. Il signe des réalisations à gros budgets comme Dans les laves du Vésuve (The White Sister), en 1923, mélodrame religieux tourné en Italie avec Lillian Gish et Ronald Colman, et le Vésuve en arrière-plan ; Romola d'après George Eliot, l'année suivante, situé dans le même pays, et avec les sœurs Gish et Colman ; Le Sublime Sacrifice de Stella Dallas (Stella Dallas), d'après un célèbre best-seller et, enfin, en 1926, un western Barbara, fille du désert (The Winning of Barbara Worth) dans lequel débute Gary Cooper aux côtés de Vilma Banky et Ronald Colman, à nouveau.
En 1927, Henry King est un des 36 fondateurs de l'Academy of Motion Picture Arts and Science qui délivre annuellement les fameux Oscars d'Hollywood.
À l'avènement du parlant, il devient un des cinéastes de prédilection de la future Twentieth Century Fox, sous la houlette de Darryl F. Zanuck, pour laquelle il réalise, tout à la fois, de gigantesques superproductions comme L'Incendie de Chicago (In Old Chicago, 1937) ou La Folle Parade (Alexander's Ragtime Band, 1938) ; des biographies historiques, notamment Le Président Wilson (Wilson) en 1944 ; des chroniques provinciales, telles Maryland (1940), L'Épreuve du bonheur (I'd Climb the Highest Mountain, 1951) ou Wait 'til the Sun Shines, Nellie (1952) ; des films d'aventures dans de splendides images en technicolor - comme Le Brigand bien-aimé (Jesse James, 1939), Le Cygne noir (The Black Swan, 1942), Capitaine de Castille (Captain from Castile), 1947), Tant que soufflera la tempête (Untamed, 1955) -, et dans lesquels évolue son interprète-fétiche Tyrone Power ; des films d'inspiration religieuse, dont Le Chant de Bernadette  (The Song of Bernadette), d'après le roman de Franz Werfel en 1943, et David et Bethsabée (David and Bathsheba) en 1952) ; de remarquables films de guerre, parmi lesquels Un homme de fer (Twelve O'Clock High, 1949) est l'exemple le plus probant ; et, plus tard, d'ambitieuses adaptations littéraires, au caractère incontestablement mélancolique, d'après des romans d'Ernest Hemingway ou de Francis Scott Fitzgerald.

## Analyse
La carrière d'Henry King épouse l'histoire et l'évolution de la Fox, dont il est le cinéaste maison et pour laquelle il tourne 44 films entre 1930 et 1962, année de son dernier opus. « Il créait et suivait en même temps le destin de la firme. Sa longévité au studio et le succès régulier de ses films lui garantissaient un rayonnement plus souterrain mais peut-être aussi profond que celui de John Ford. King touche à des qualités essentielles de l'esprit américain, dans la tradition des pionniers, dont il exalte et dissèque le mode de vie. »
À la Fox, Zanuck lui confie ses projets les plus importants. « Sa politique très directive définit la double identité du style Fox : une veine aride, en noir et blanc, assez contemporaine et très souvent sans musique, et une veine colorée, exotique ou romantique, mise en musique avec opulence. » L'œuvre d'Henry King traduit idéalement cette dualité. Alors que Le Brigand bien-aimé (1939), version idéalisé du mythe de Jesse James, est déjà en technicolor, Le Chant de Bernadette (1943), chronique du miracle de Lourdes, est en noir et blanc. En 1947, Capitaine de Castille est identiquement colorisé, mais Un homme de fer (1949) et le western La Cible humaine (The Gunfighter, 1950) demeurent en noir et blanc.
Sur le plan stylistique, King semble très linéaire. Sa manière de filmer, tributaire du modèle hérité de Griffith, éclaire un ordre naturel et immuable du monde. Contemplative, sa vision est essentiellement concernée par la place de l'homme dans l'univers. Jacques Lourcelles écrit, à ce sujet : « Historien des mentalités lorsqu'il traite de l'Amérique profonde, il s'intéresse aux êtres représentatifs, anonymes ou célèbres, humbles ou exceptionnels, moins pour dégager le particularisme de leur personnalité et de leur caractère que pour observer, dans leur comportement, ce qu'ils ont à révéler de l'homme en général quand il est confronté à des expériences extrêmes, au niveau affectif, mental ou spirituel. »
« Ainsi, dans Le Chant de Bernadette, relatant la vie de Bernadette Soubirous, King privilégie l'expérience de son héroïne sur l'expression du dogme. […] De l'attitude sobre et exigeante du cinéaste catholique, se dégage un noble sentiment de l'effort, du poids moral et de la souffrance. » On retrouve ces notions morales dans deux autres films, qui relèvent de genres pourtant très différents : Un homme de fer et La Cible humaine.
Henry King pourrait être, à cet égard, rapproché de John Ford, autre représentant direct de l'esprit américain : « Cette manière de penser l'univers au quotidien, un attachement au terroir, une panoplie d'images paisibles, une confiance en l'ordre des choses […] Probablement, ce langage est-il puissant, élémentaire et méditatif, un bel équivalent du langage biblique, dont les images et les situations apparaissent sous un jour pur, lavées des utilisations répétées. » La présence du lieu de tournage (en extérieurs de préférence) est essentielle pour lui : « Son style s'affirme volontiers rude, âpre et sauvage sous un aspect placide. » King, maître de l'americana comme Ford, en diffère parce qu'il demeure étranger « à la démesure et au sentimentalisme fordiens. […] Ses réalisations évitent l'aura du mythe au profit du réalisme et même de la cruauté. […] Disette, sécheresse, épidémie, catastrophes naturelles :  les événements apparaissent autant comme des fléaux bibliques que comme des accidents qui abattent ou stimulent la volonté des hommes. »
En consonance avec cet univers et ces exigences, Gregory Peck incarna pour Henry King l'acteur idéal. Ainsi s'exprimait-il, à propos du jeu et des méthodes de l'acteur : « Mon souhait a toujours été le suivant : qu'on me donne un acteur totalement détaché de son rôle, ayant envers son rôle une attitude froide et objective. Vous pouvez être sûr que c'est cet acteur-là qui fournira le meilleur travail. La soi-disant nécessité pour l'acteur de s'enfermer à l'intérieur de son rôle est une idée d'amateur. »
Les dix dernières années d'Henry King sont marquées par des réalisations fastueuses inspirées de la littérature contemporaine (Ernest Hemingway et Francis Scott Fitzgerald). Toutes, à une exception près, sont filmées en couleurs par le fidèle Leon Shamroy. L'image atteint à un raffinement visuel incomparable. De surcroît : « Le style de King évolue sensiblement pour s'adapter à l'écran large. » Plus encore qu'autrefois, « le cinéaste continue d'exprimer ainsi une confiance en l'ordre des choses et la permanence du monde ». Dans sa tentative d'adapter Hemingway, King « confronte le mal-être moderne des personnages de la Lost Generation avec la possibilité du choix spirituel. Au prix, certes, d'une certaine trahison du matériau originel, il détourne l'errance des artistes et dandys désœuvrés des Neiges du Kilimandjaro et du Soleil se lève aussi ». Dans le premier film cité : « Si la gangrène de Harry Street (Gregory Peck) au sommet de la montagne symbolise le poids de sa vie passée, son rétablissement apparaît comme une purification. » Dans Le Soleil se lève aussi (The Sun Also Rises, 1957), King, Zanuck et le scénariste Peter Viertel concluent sur « une note d'espoir en l'ordre divin, évidemment étrangère aux personnages d'Hemingway ».
Son grand mélodrame de la période demeure La Colline de l'adieu (Love Is a Many-Splendored Thing, 1955), inspiré par l'œuvre autobiographique d'Han Suyin, romancière anglaise d'origine chinoise, et dans lequel font merveille les potentialités offertes par l'utilisation de l'écran large. De cette période il faut retenir également Cette terre qui est mienne (This Earth Is Mine, 1959), mélodrame tourné exceptionnellement pour Universal, à la façon de Douglas Sirk – photographié par Russell Metty et joué par Rock Hudson –, qui retrace l'histoire d'une famille de riches viticulteurs californiens, et Bravados (The Bravados, 1958), western psychologique et catholique « dominé par l'obsession sanguinaire de la vengeance, admirablement traduite par Gregory Peck ». Cette vengeance aveugle qui frappa des innocents, le héros (ou plutôt l'antihéros) devra la renier et se racheter, sur requête d'un prêtre de ses amis, dans la prière pour retrouver son équilibre. Le film semble rompre avec la linéarité des précédents films ou du western classique : le criminel qui tire les ficelles de la vengeance apparaît peu et assez tardivement dans le film. Le début de l'histoire n'est connu que dans l'avant-dernière séquence du film.

## Henry King: le jugement de deux spécialistes
Coécrivains d'un ouvrage de référence sur le cinéma américain, Jean-Pierre Coursodon et Bertrand Tavernier estiment qu'Henry King fut longtemps tenu, par la critique française, pour un technicien anonyme sur la foi de ses derniers films, qu'ils jugent plutôt médiocres. Or, « King doit en fait prendre place parmi les grands », affirment les deux auteurs.
« Académique dans ses mauvais jours, classique dans ses bons, il représente à merveille une génération d'artistes américains, fort rares maintenant, plus intéressés par l'exaltation que par la critique, par les sentiments nobles que par l'exposé des turpitudes humaines, plus attirés par les histoires romanesques que par l'action. [...] Il est plus à l'aise dans les chroniques moins décadentes, plus enracinées dans l'Histoire ou l'esprit américain, celui des bâtisseurs et non des sceptiques. [...] Il a d'ailleurs toujours préféré l'évocation à la violence, le mélodrame au drame », constatent-ils.
Henry King nous émeut autant « avec une biographie sentimentale (Le Président Wilson en reste l'archétype aux couleurs étonnantes) qu'avec un mélodrame (les deux premiers tiers de Wait 'til the Sun Shines, Nellie, splendide, et qui traite, au présent, en filigrane, du changement de mentalité qui bouleverse l'Amérique), avec les ennuis de Robert Fulton (Little Old New York) comme avec la vie d'Irving Berlin (Alexander's Ragtime Band). [...] Au début des années 1950, King dirige ses deux meilleurs films : Twelve O'Clock High, qui contient l'un des plus beaux flash-back du cinéma, et The Gunfighter. Gregory Peck y est exceptionnel, comme souvent avec King », écrivent-ils encore.

## Galerie

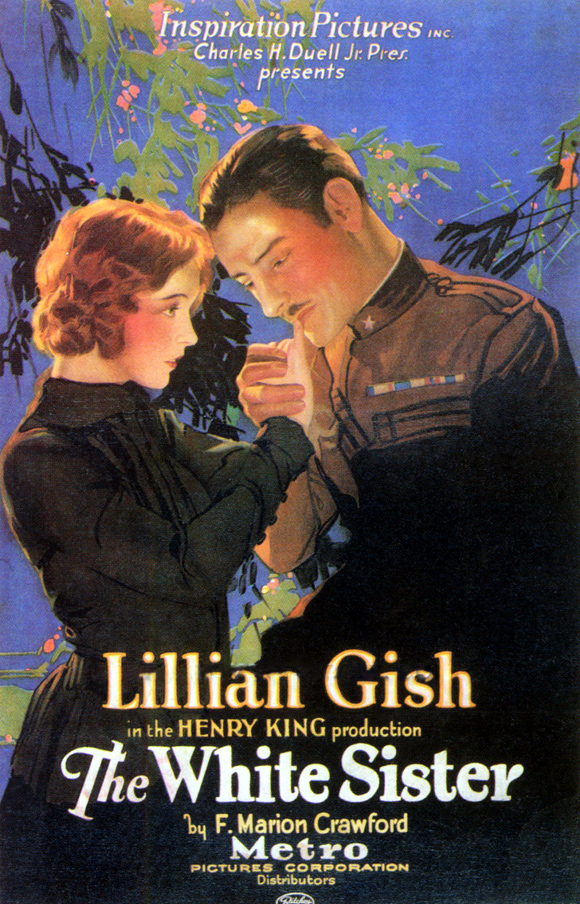
Dans les laves du Vésuve (1923)
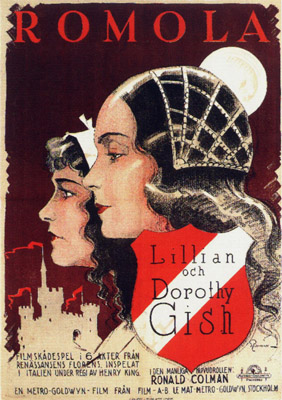
Romola (1924)
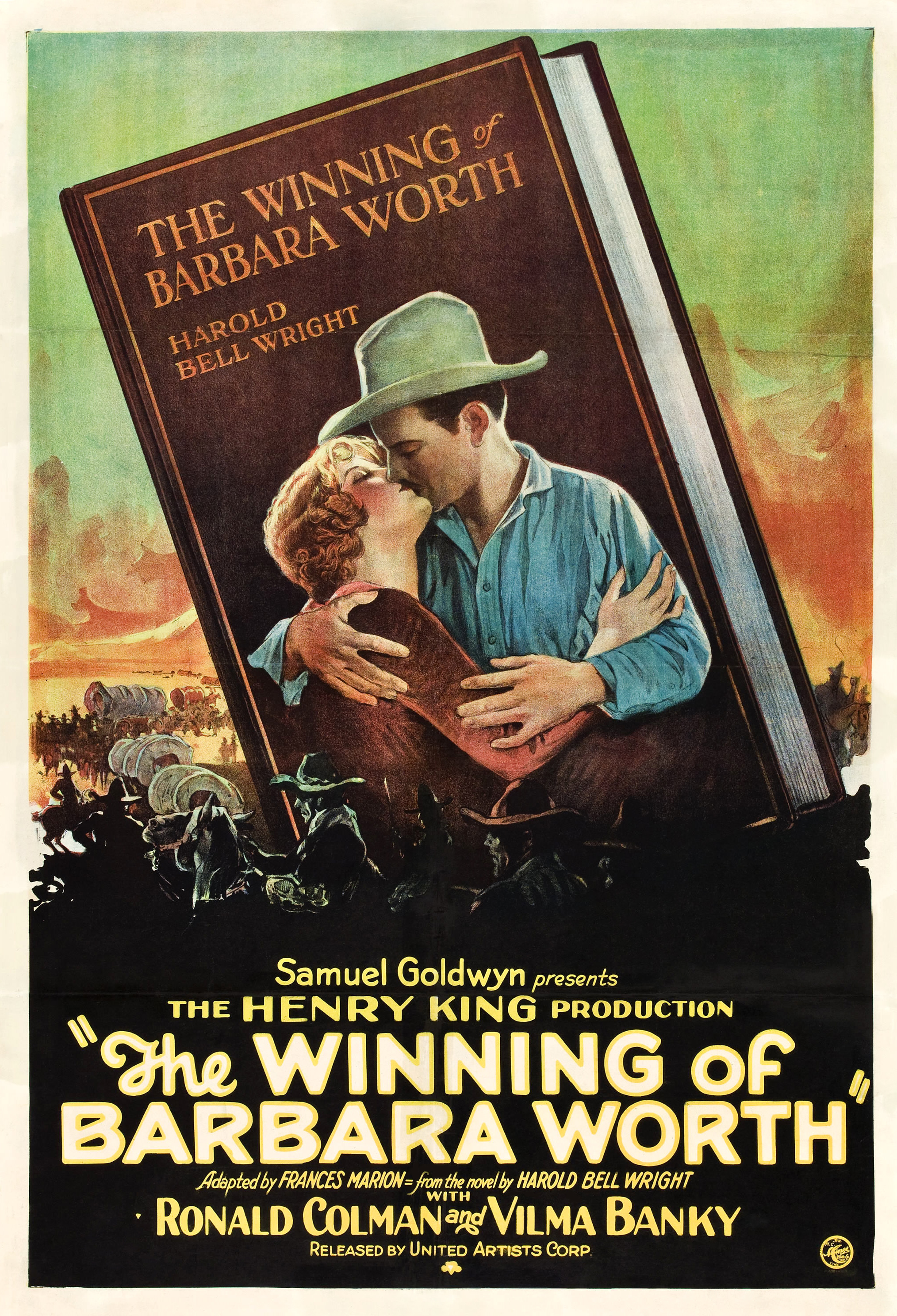
Barbara, fille du désert (1926)
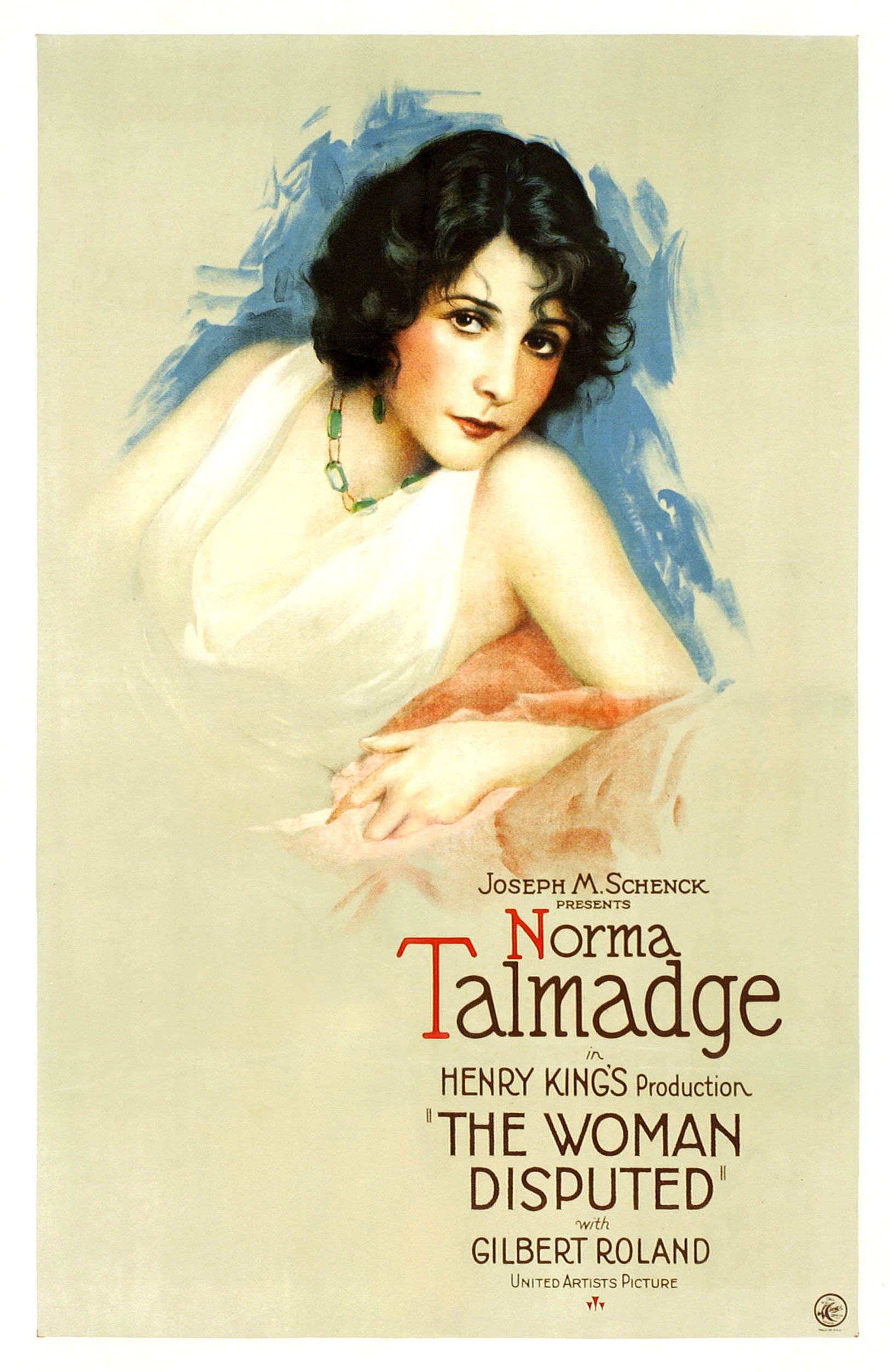
La Femme Disputée (1928)
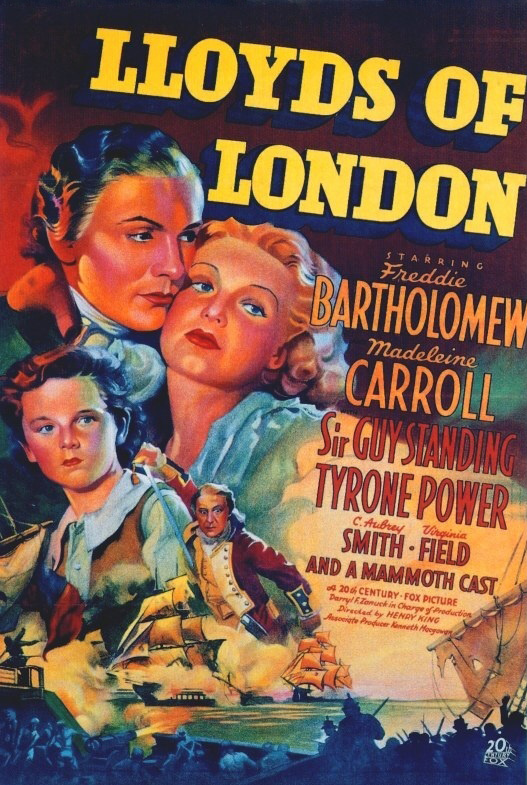
Le Pacte (1936)
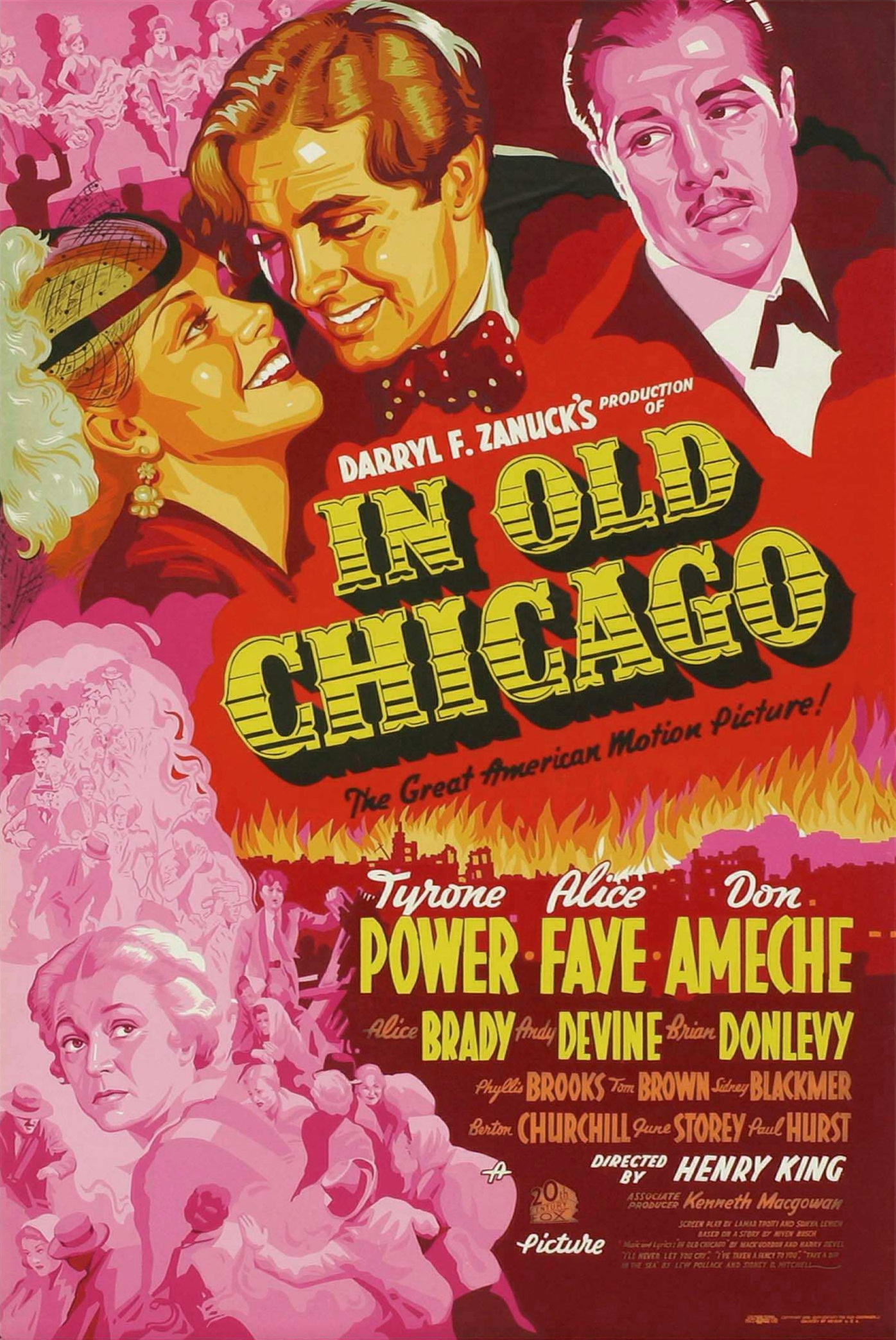
L'Incendie de Chicago (1937)
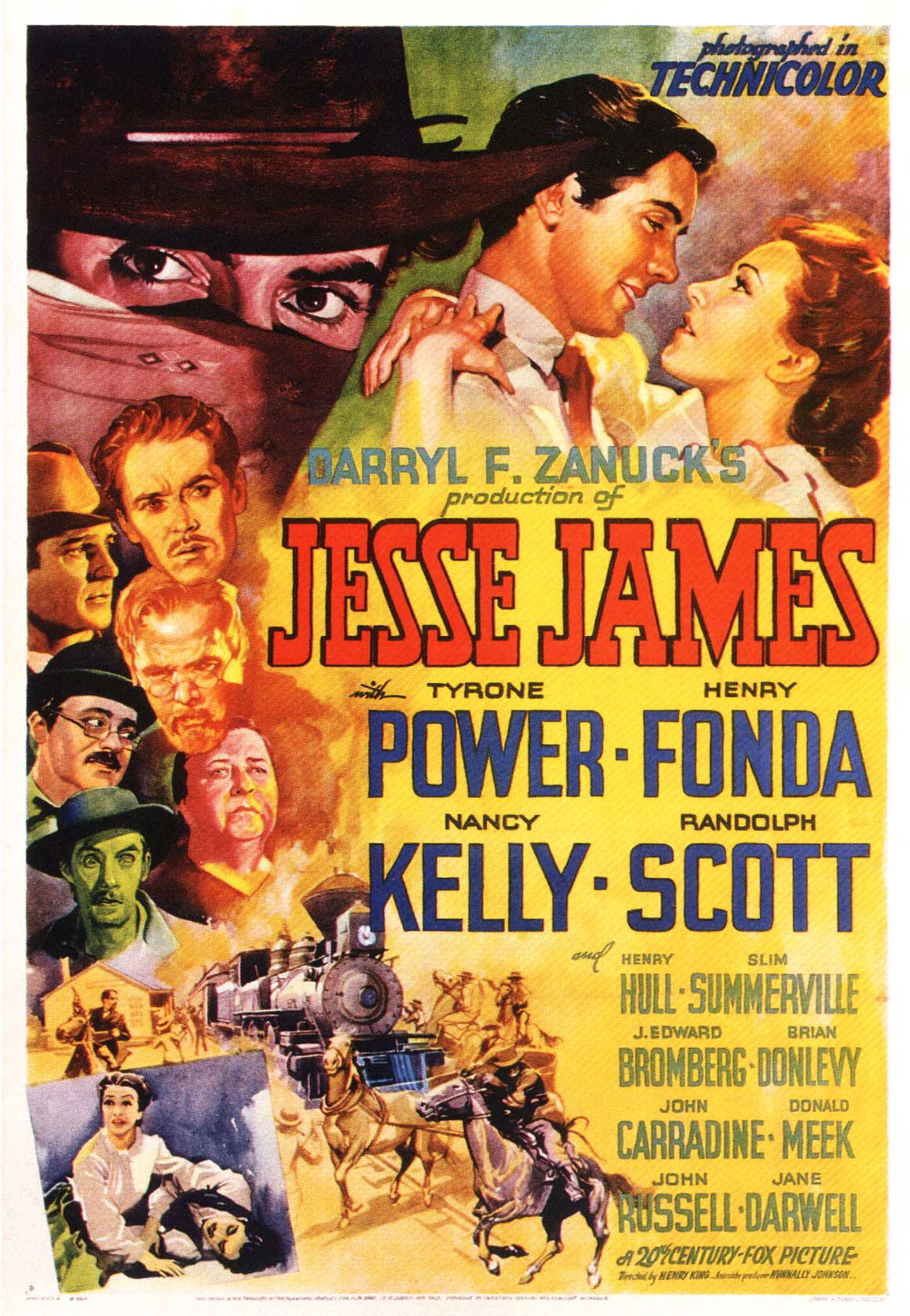
Le Brigand bien-aimé (1939)
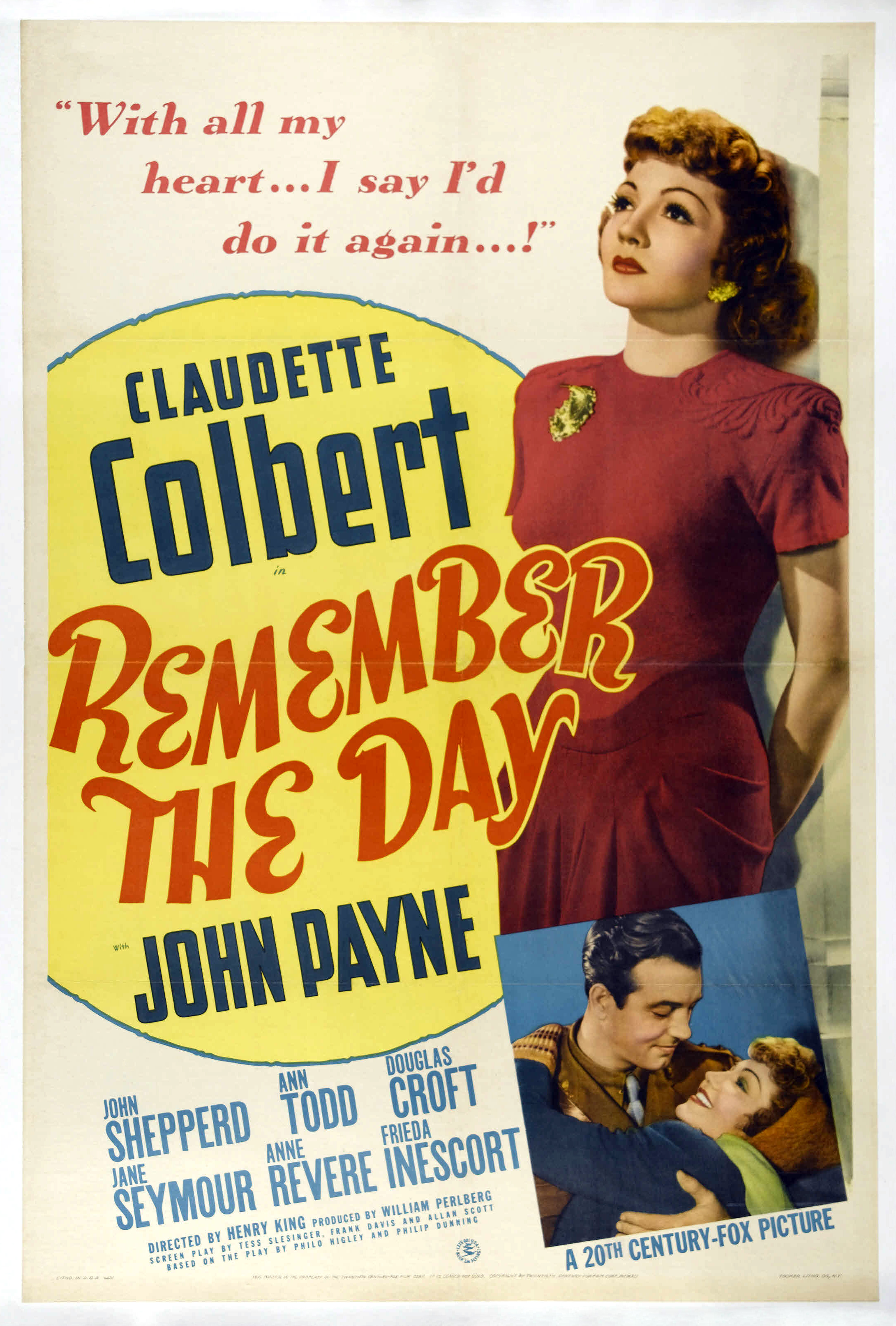
Adieu jeunesse (1941)
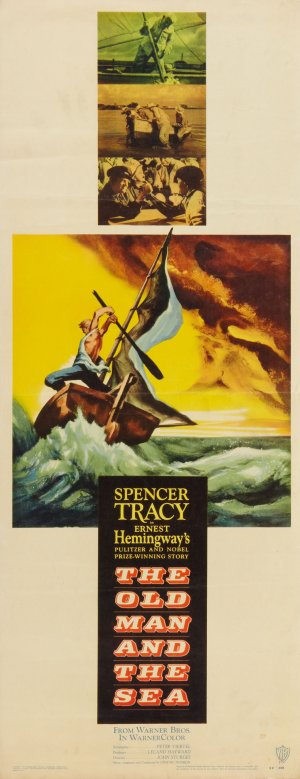
Le Vieil Homme et la Mer (1958)

## Filmographie

### Réalisateur
- 1915 : Should a Wife Forgive?
- 1915 : The Nemesis
- 1916 : La Légende du dragon d'or (Joy and the dragon)
- 1916 : Un joli rayon de soleil (Little Mary Sunshine)
- 1916 : Nuages et Rayon de soleil (Shadows and Sunshine)
- 1916 : The Oath of Hate
- 1916 : Pay Dirt
- 1916 : When Might is Right
- 1917 : A Game of Wits
- 1917 : Souls in Pawn
- 1917 : Les Préjugés (Southern Pride)
- 1917 : Petite Cendrillon (Sunshine and Gold)
- 1917 : The Bride's Silence
- 1917 : The Climber
- 1917 : Deux Rayons de soleil (Twin Kiddies)
- 1917 : The Mainspring
- 1917 : Mary le petit mousse (The Mate of the Sally Ann)
- 1917 : Aube et Crépuscule (Told at Twilight)
- 1917 : Vengeance of the Dead
- 1918 : All the World to Nothing
- 1918 : L'Aventure de Mary (Beauty and the Rogue)
- 1918 : Jack dans l'affaire Lemoann (Hearts or Diamonds?)
- 1918 : Hobbs in a Hurry
- 1918 : Mary la petite journaliste (Powers That Prey)
- 1918 : Son triomphe (Social Briars)
- 1918 : The Locked Heart
- 1918 : Up Romance Road
- 1918 : When a Man Rides Alone
- 1919 : A Fugitive from Matrimony
- 1919 : Jack mystifié (A Sporting Chance)
- 1919 : Brass Buttons
- 1919 : Haunting Shadows
- 1919 : Un type à la hauteur (Six Feet Four)
- 1919 : Un fameux lascar (Some Liar)
- 1919 : This Hero Stuff
- 1919 : La Permission de Teddy (23 1/2 Hours' Leave)
- 1919 : Where the West Begins
- 1920 : Jouets du destin (Dice of Destiny)
- 1920 : La Folle Équipée (Help Wanted-Male)
- 1920 : Une heure avant l'aube (One Hour Before Dawn)
- 1920 : The White Dove
- 1920 : Uncharted Channels
- 1921 : David l'endurant (Tol'able David)
- 1921 : Une mère (Salvage)
- 1921 : The Mistress of Shenstone
- 1921 : The Sting of the Lash
- 1921 : When We Were Twenty-one
- 1922 : Sonny
- 1922 : The Seventh Day
- 1923 : Le Vengeur (Fury)
- 1923 : Dans les laves du Vésuve (The White Sister)
- 1924 : Romola
- 1925 : Le Sublime Sacrifice de Stella Dallas (Stella Dallas)
- 1925 : Any Woman
- 1925 : Sackcloth and Scarlet
- 1926 : La Conquête de Barbara Worth (The Winning of Barbara Worth)
- 1926 : Partners Again
- 1927 : La Flamme d'amour (The Magic Flame)
- 1928 : Soirs d'orage (The Woman Disputed)
- 1929 : Elle s'en va-t-en guerre (She Goes to War)
- 1930 : Sous le ciel des tropiques (Hell Harbor)
- 1930 : The Eyes of the World
- 1930 : Lightnin'
- 1931 : Merely Mary Ann
- 1931 : Maman (Over the Hill)
- 1932 : The Woman in Room 13
- 1933 : La Foire aux illusions (State Fair)
- 1933 : I Loved You Wednesday
- 1934 : Carolina
- 1934 : Marie Galante
- 1935 : One More Spring
- 1936 : À travers l'orage (Way Down East)
- 1936 : Le Médecin de campagne (The Country Doctor)
- 1936 : Ramona
- 1936 : Le Pacte (Lloyds of London)
- 1937 : L'Heure suprême (Seventh Heaven)
- 1937 : L'Incendie de Chicago (In Old Chicago)
- 1938 : La Folle Parade (Alexander's Ragtime Band)
- 1939 : Le Brigand bien-aimé (Jesse James)
- 1939 : Stanley et Livingstone (Stanley et Livingstone)
- 1940 : La Roulotte rouge ou La Belle Écuyère (Chad Hanna)
- 1940 : Les Révoltés du Clermont (Little Old New York)
- 1940 : Maryland
- 1941 : Un Yankee dans la RAF (A Yank in the R.A.F.)
- 1941 : Adieu jeunesse (Remember the Day)
- 1942 : Le Cygne noir (The Black Swan)
- 1943 : Le Chant de Bernadette (The Song of Bernadette)
- 1944 : Le Président Wilson (Wilson)
- 1945 : Une cloche pour Adano (A Bell for Adano)
- 1946 : Margie
- 1947 : Capitaine de Castille (Captain from Castile)
- 1948 : Deep Waters
- 1949 : Échec à Borgia (Prince of Foxes)
- 1949 : Un homme de fer (Twelve O'Clock High)
- 1950 : La Cible humaine (The Gunfighter)
- 1951 : David et Bethsabée (David and Bathsheba)
- 1951 : L'Épreuve du bonheur (I'd Climb the Highest Mountain)
- 1952 : Les Neiges du Kilimandjaro (The Snows of Kilimanjaro)
- 1952 : La Sarabande des pantins (O. Henry's Full House) - Sketch Les cadeaux inutiles
- 1952 : Wait Till the Sun Shines, Nellie
- 1953 : Capitaine King (King of the Khyber Rifles)
- 1955 : Tant que soufflera la tempête (Untamed)
- 1955 : La Colline de l'adieu (Love Is a Many-Splendored Thing)
- 1956 : Carrousel
- 1957 : Le soleil se lève aussi (The Sun Also Rises)
- 1958 : Bravados (The Bravados)
- 1958 : Le Vieil Homme et la Mer (The Old Man and the Sea) - Non crédité
- 1959 : Un matin comme les autres (Beloved Infidel)
- 1959 : Cette terre qui est mienne (This Earth Is Mine)
- 1962 : Tendre est la nuit (Tender is the Night)

### Acteur
- 1913 : A False Friend de Wilbert Melville
- 1913 : The Split Nugget de Wilbert Melville
- 1916 : Pay Dirt de Henry King
- 1916 : The Oath of Hate de Henry King
- 1916 : When Might is Right de Henry King
- 1917 : The Devil's Bait de Harry Harvey
- 1942 : Madame Miniver (Mrs. Miniver) - Non crédité

### Scénariste
- 1941 : Adieu Jeunesse (Remember the day) - Non crédité
- 1949 : Un homme de fer (Twelve O'Clock High) - Non crédité

### Producteur
- 1933 : La Foire aux illusions (State Fair)

## Distinctions

### Oscar
- 1944 : Nomination Meilleur réalisateur pour Le Chant de Bernadette
- 1945 : Nomination Meilleur réalisateur pour Le Président Wilson

### Golden Globe
- 1944 : Meilleur réalisateur pour Le Chant de Bernadette